# Doris D & The Pins
Doris D & The Pins was een Brits-Nederlandse zang- en dansgroep, die in de eerste helft van de jaren 80 succesvol was.
Middelpunt van de groep was de Engelse zangeres Doris D (pseudoniem van Debbie Jenner), die ook het gezicht was van de groep Lipps Inc. The Pins werden gevormd door de Nederlandse Irene van der Hoeven, Ingrid de Goede en Yvonne van Splunteren. (Van Splunteren werd in 1983 vervangen door Denise van der Hek.) De Nederlandse componist Piet Souer (Luv') schreef het nummer Shine Up (met Hans van Hemert) voor de groep Doris D & The Pins. Dit nummer werd in 1981 alleen in de Top 40 een nummer 1-hit. In de Nationale Hitparade bereikte de productie de 2e plaats. Shine Up werd opgevolgd door de The Marvellous Marionettes en Dance On, die ook in de top tien belandden.
Snel na het succes ontstonden spanningen tussen Doris D en de Pins. Laatstgenoemden voelden zich tot een dansgroepje op de achtergrond gereduceerd, terwijl zij wel degelijk op een aantal platen hadden meezongen. De groep viel uiteen waarna de Pins als Risqué nog twee noemenswaardige, internationale hits scoorden (The Girls Are Back in Town, Burn It Up Mr. D.J.). De oorspronkelijke Pins werden vervangen door vier Engelse danseressen. In deze nieuwe samenstelling hadden ze in 1982 nog een kleine hit met Jamaica. De groepssamenstelling zou de komende jaren nog regelmatig veranderen.
Starting at the End uit 1984 was de laatste hitparade-notering.
In 1985 gingen Doris D & The Pins definitief uit elkaar. Debbie Jenner was enige jaren later regelmatig op de Nederlandse televisie te zien als aerobics-instructrice die reclame maakte voor haar videobanden.

## Discografie

### Albums
| Album met eventuele hitnotering(en) in de Nederlandse Album Top 100 | Datum van verschijnen | Datum van binnenkomst | Hoogste positie | Aantal weken | Opmerkingen           |
| ------------------------------------------------------------------- | --------------------- | --------------------- | --------------- | ------------ | --------------------- |
| Doris D & the Pins                                                  | 1981                  | 24-10-1981            | 22              | 11           |                       |
| Aerobic dancing with Doris D                                        | 1983                  | -                     |                 |              | #3 in de TV LP Top 15 |
| Starting at the End                                                 | 1984                  | -                     |                 |              |                       |
| Shine Up & other great hits                                         | 1991                  | -                     |                 |              |                       |
| The very best of                                                    | 1992                  | -                     |                 |              |                       |

### Singles
| Single met eventuele hitnotering(en) in de Nederlandse Top 40 | Datum van verschijnen | Datum van binnenkomst | Hoogste positie | Aantal weken | Opmerkingen                              |
| ------------------------------------------------------------- | --------------------- | --------------------- | --------------- | ------------ | ---------------------------------------- |
| Shine up                                                      | 1980                  | 20-12-1980            | 1(2wk)          | 14           | #2 in de Nationale Hitparade             |
| Dance on                                                      | 1981                  | 25-04-1981            | 2               | 14           | #2 in de Nationale Hitparade Alarmschijf |
| The marvellous marionettes                                    | 1981                  | 12-09-1981            | 8               | 10           | #10 in de Nationale Hitparade            |
| Jamaica                                                       | 1982                  | 24-04-1982            | 17              | 6            | #16 in de Nationale Hitparade            |
| Who cares                                                     | 1982                  | 13-11-1982            | tip             | -            | #42 in de Nationale Hitparade            |
| Girlfriend                                                    | 1983                  | 26-03-1983            | tip             | -            | #44 in de Nationale Hitparade            |
| Everybody's doing their thing (Hula hoop)                     | 1983                  | -                     |                 |              |                                          |
| Starting at the end                                           | 1984                  | 14-01-1984            | 27              | 4            | #41 in de Nationale Hitparade            |
| Heartache                                                     | 1984                  | 02-06-1984            | tip             | -            |                                          |
| Men like big girls                                            | 1984                  | -                     |                 |              |                                          |